# Bishopella
Bishopella is een geslacht van hooiwagens uit de familie Phalangodidae.
De wetenschappelijke naam Bishopella is voor het eerst geldig gepubliceerd door Roewer in 1927. 

## Soorten
Bishopella omvat de volgende 2 soorten:
- Bishopella jonesi
- Bishopella laciniosa